# 小澤瞳 (アナウンサー)
小澤 瞳（おざわ ひとみ、1997年9月30日 - ）は、日本のフリーアナウンサー。ジョイスタッフ→セント・フォース所属。

## 来歴・人物
静岡県出身、12歳まで静岡県内に住んでいた。 
アナウンサーになる前は、オスカープロモーションに所属し、女優志望として数年間活動していたこともある。
身長161cm。 東京都立目黒高等学校、法政大学法学部国際政治学科卒業。
卒業後、ジョイスタッフに所属し、フリーアナウンサーとして活動。
2022年、ジョイスタッフ所属のまま、契約派遣として静岡第一テレビ入社。 
2024年3月31日をもって静岡第一テレビを退社。
趣味・特技は漫画を読むこと、買い物をすること、愛犬とヨギボーに寝転びながらのんびりする。
好きな言葉・座右の銘はLife is an adventure。
好きな食べ物・好物は白子ポン酢。
好きな音楽はエレクトロニック・ダンス・ミュージック（EDM）
2024年10月、セント・フォースに移籍。

## 出演番組

### 静岡第一テレビ時代
過去
- Stock Voice「WORLD MARKETZ」木曜アシスタント（2021年9月 - 2022年3月）
- news every.しずおか キャスター（2022年10月3日- 2023年3月30日）
- Dstyle（2022年4月 - 2023年9月）
- まるごと リポーター（2022年4月 - 9月28日、2023年4月3日 - 2024年3月）